# Załucze (rejon czortkowski)
Załucze (ukr. Залуччя) – wieś na Ukrainie w rejonie czortkowskim należącym do obwodu tarnopolskiego.
W II Rzeczypospolitej wieś w powiecie borszczowskim województwa tarnopolskiego. Stacjonowała tutaj strażnica KOP „Załucze”.
W latach 1944–1945 nacjonaliści ukraińscy z OUN-UPA zamordowali we wsi 20 Polaków, w tym dwie nauczycielki.
Do 2020 w rejonie borszczowskim.